# Éditions Wildproject
Les éditions Wildproject est une maison d’édition française, fondée en 2008, dont le siège est à Marseille.

## Présentation
Le propos initial des éditions Wildproject est d’introduire en France des ouvrages fondateurs de la pensée écologiste. La collection « Domaine sauvage » vise à faire connaître la pensée écologique,.
À l’occasion des 10 ans de la maison d’édition, Wildproject sort un ouvrage réflexif conçu comme une « cartographie collective des pensées de l’écologie » intitulé Un sol commun. Lutter, habiter, penser.

## Quelques publications notoires
- Printemps silencieux[10] (« Domaine sauvage »[1]) de Rachel Carson
- La Mer autour de nous (« Domaine sauvage »[1]) de Rachel Carson
- Éthique de la Terre (« Domaine sauvage »[1]) de John Baird Callicott
- Topoguide du GR2013 (« À partir de Marseille »[3])
- M.A.R.S. (« À partir de Marseille »[3]) de Julien Valnet
- French déconnexion, au cœur des trafics (« À partir de Marseille »[3]) de Philippe Pujol Prix Albert-Londres, 2014.
- Le Monde des êtres vivants (« Domaine sauvage »[1]) de Kinji Imanishi[11]
- Gang du Kosmos (« Tête nue »[2]) de Kenneth White[12]
- La Révolution de Paris. Sentier métropolitain (« Tête nue »[2]) de Paul-Hervé Lavessière Prix Haussmann, 2016[13].
- Les Diplomates (« Domaine sauvage »[1]) de Baptiste Morizot Prix du livre de la Fondation de l'écologie politique, prix littéraire François Sommer du meilleur ouvrage sur la nature[14].
- Contre-Histoire des Etats-Unis (« Le Monde qui vient »[4]) de Roxanne Dunbar-Ortiz
- Un sol commun. Lutter, habiter, penser (« Le Monde qui vient »[4]), entretiens avec des penseurs de l'écologie, militants, éditeurs, journalistes, etc., coordonné par Marin Schaffner  (ISBN 978-2-918490-78-4)